# Новелізація
Новелізація (англ. novelization) — тип книги, яка є художньою адаптацією сценарію або сюжету іншої медіа-продукції: фільму, серіалу, відеогри, мультфільму тощо. Фактично створення новелізації — процес, обернений до написання сценарію екранізації.

## Новелізація фільмів
Новелізація фільмів найчастіше дає читачеві додаткову інформацію про події, які залишилися за кадром, оскільки більшість романів-новелізацій довші від оригінального сценарію. Автор новелізації збільшує 20 000—25 000 слів оригінального сценарію щонайменше до 60 000 слів. Письменники, зазвичай, досягають цього, додаючи описи чи інтроспекції. Амбітні письменники, крім того, змушені працювати над удосконаленням твору просто для досягнення «прозаїчно гіднішого формату». Іноді новелізатор також винаходить нові сцени для того, щоб надати сюжету «додаткового виміру» за умови, що він має право це робити.
Крім того, романи-новелізації часто містять сцени, вирізані з фільму під час остаточного монтажу або ті, що з тих чи інших причин зовсім не були зняті та залишилися лише на сторінках сценарію — найчастіше це пов'язано з тим, що романи випускають у період постпродукції, коли картина ще не вийшла на екрани. Іноді лише особа, яка має, в силу службового становища, конфіденційну інформацію, може сказати, чи навмисно відрізняється новелізація від випущеного фільму, оскільки вона заснована на ранішій версії. Таким чином, у новелізації іноді вже наведено матеріали, які надалі з'являтимуться в режисерській версії.
Ця практика була дуже популярною в ті часи, коли домашнє відео не було розвиненим, даючи шанувальникам можливість знову пережити події популярного фільму або телесеріалу.
Нині випуск роману-новелізації вважають одним із принципово важливих фрагментів промокампанії, що супроводжує випуск будь-якого значного проєкту. На обкладинку, переважно, поміщають постер фільму, іноді всередині можна знайти кадри з фільму. «Книги з фільмів — це продукт, що швидко псується, їх необхідно продати за два місяці після виходу фільму на екран», — каже Левон Григорян.
Попри всі обмеження, письменники обирають різні підходи до збагачення сценарію. До «Гладіатора» Дьюї Грама, наприклад, включено історичну довідкову інформацію. Шон Гатсон відмовився написати новелізацію «Зміїного польоту», оскільки вважав початковий матеріал занадто «бідним». Проте Кріста Фауст погодилася і заповнила сторінки, написавши докладні біографії деяких із перших убитих пасажирів. Потім вона отримала високу оцінку за подання «повних тривимірних персонажів».

## Комікси
Схожа практика існує й у створенні комікс-романів із мотивів фільмів. Перехід на сторінки коміксів може бути різним — художники створюють свої образи, керуючись описом персонажів та подій сценарію (або готового фільму) або повністю копіюють їхній вигляд і відновлюють деякі кадри з фільму. Наприклад, більшість коміксів серії Marvel Comics Super Special включає адаптації фільмів (класичної трилогії «Індіана Джонс», фільму жахів «Щелепи 2» та ін.); видавництво DC Comics видає «спеціальні випуски». Відомі випадки, коли комікс-адаптації фільмів служили початком випуску цілої серії-продовження початкової історії (комікси за класичною трилогією «Зоряні війни» та першими шістьма фільмами серії «Зоряний шлях» — обидві серії розповідають про події всередині фільмів).